# S. L. K. Serial Corporation
SLK Serial Corporation, creditada também como Sherman Krellberg Productions, foi uma companhia cinematográfica estadunidense da era do cinema mudo, que foi responsável por uma única produção, o seriado The Fatal Fortune, em 1919.

## Histórico

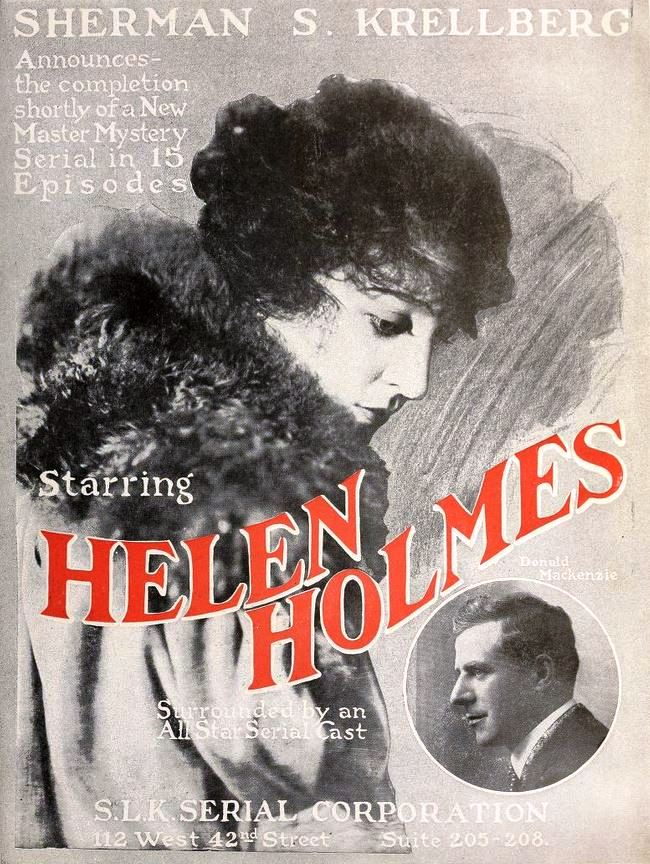
Cartaz do seriado The Fatal Fortune, com Helen Holmes, em 1919.

A SLK Serial Corporation foi fundada pelo produtor independente Sherman S. Krellberg, em New Jersey, para produzir os filmes de Helen Holmes, mediante o sucesso dos seriados da atriz. Sua primeira e única produção foi o seriado em 15 capítulos The Fatal Fortune, em 1919, em que Holmes interpretava uma repórter de jornal que vivia várias aventuras.
O seriado The Fatal Fortune, porém, não fez muito sucesso.